# 拉特延斯多夫
拉特延斯多夫（德語：Rathjensdorf）是德国石勒苏益格－荷尔斯泰因州的一个市镇。总面积11.79平方公里，总人口526人，其中男性265人，女性261人（2011年12月31日），人口密度45人/平方公里。